# Mulbarton
Mulbarton is een civil parish in het bestuurlijke gebied South Norfolk, in het Engelse graafschap Norfolk met 3521 inwoners.